# Brezik (Újbakóca)
Brezik falu (1971-ig Brezik Donjobukovački) Horvátországban Verőce-Drávamente megyében. Közigazgatásilag Újbakócához tartozik.

## Fekvése
Verőcétől légvonalban 36, közúton 42 km-re délkeletre, községközpontjától 2 km-re északkeletre, Nyugat-Szlavóniában, a Drávamenti-síkságon, a Papuk-hegység előterében, Újbakóca és Miljevci között fekszik.

## Története
A település a 20. század elején keletkezett Alsóbakóca Brezik nevű déli határrészén. Lakosságát 1931-ben számlálták meg először önállóan, akkor 176 lakosa volt. 1953-tól számít önálló településnek. Az 1960-as évektől fogva a fiatalok elvándorlása miatt a lakosság száma folyamatosan csökken. 1991-ben lakosságának 74%-a horvát, 22%-a szerb nemzetiségű volt. 2011-ben 158 lakosa volt.

## Lakossága
| Lakosság változása | Lakosság változása | Lakosság változása | Lakosság változása | Lakosság változása | Lakosság változása | Lakosság változása | Lakosság változása | Lakosság változása | Lakosság változása | Lakosság változása | Lakosság változása | Lakosság változása | Lakosság változása | Lakosság változása | Lakosság változása |
| ------------------ | ------------------ | ------------------ | ------------------ | ------------------ | ------------------ | ------------------ | ------------------ | ------------------ | ------------------ | ------------------ | ------------------ | ------------------ | ------------------ | ------------------ | ------------------ |
| 1857               | 1869               | 1880               | 1890               | 1900               | 1910               | 1921               | 1931               | 1948               | 1953               | 1961               | 1971               | 1981               | 1991               | 2001               | 2011               |
| 0                  | 0                  | 0                  | 0                  | 0                  | 0                  | 0                  | 176                | 245                | 291                | 323                | 280                | 200                | 216                | 196                | 158                |

(1931-től településrész, 1953-tól önálló településként.)